# Wronskian
Wronskianen är en determinant som fått sitt namn från den polske matematikern och filosofen Józef Maria Hoene-Wroński. Den används inom differentialekvationer.
W(f1, ..., fn) av de n funktionerna f1, ..., fn, definieras som:
{\displaystyle W(f_{1},\ldots ,f_{n})={\begin{vmatrix}f_{1}&f_{2}&\cdots &f_{n}\\f_{1}'&f_{2}'&\cdots &f_{n}'\\\vdots &\vdots &\ddots &\vdots \\f_{1}^{(n-1)}&f_{2}^{(n-1)}&\cdots &f_{n}^{(n-1)}\end{vmatrix}}}